# Denis Dedovic
Denis Dedovic (født 27. september 1991) er en dansk fodboldspiller, med rødder i Bosnien-Hercegovina. Han fik sin første kontrakt, da han som 16-årig skrev under med AaB. Han var i truppen for AaB i en årrække. Han fik aldrig sin Superliga-debut. Han fik ikke forlænget sin kontrakt med AaB.
Efter AaB skiftede Dedovic til Hobro IK, efter at have prøvetrænet med truppen i en periode.